# Arthur Westover
Pour les articles homonymes, voir Westover.
Arthur Warrington Westover, né le 9 mai 1864 à Sutton et mort le 14 août 1935 à Sweetsburg, est un tireur sportif canadien.

## Carrière
Arthur Westover participe aux Jeux olympiques de 1908 à Londres où il est médaillé d'argent en fosse olympique par équipes et cinquième de l'épreuve individuelle.